# 安杰利娅·阿尔布蒂纳
安杰利娅·阿尔布蒂纳（1967年3月29日—），塞尔维亚女子篮球运动员，司职得分后卫。她曾代表南斯拉夫国家队参加1988年夏季奥林匹克运动会篮球比赛，获得一枚银牌。